# Shomiokita-(Y)
La shomiokita-(Y) és un mineral de la classe dels carbonats. Rep el seu nom del riu Shomiok, proper al seu lloc de descobriment.

## Característiques
La shomiokita-(Y) és un carbonat de fórmula química Na₃Y[CO₃]₃·3H₂O. Va ser aprovada com a espècie vàlida per l'Associació Mineralògica Internacional l'any 1990. Cristal·litza en el sistema ortoròmbic. Forma cristalls prismàtics curts pseudohexagonals, d'aproximadament 2 mil·límetres, mostrant {010}, {110}, {111} i {011}. També es troba en agregats en forma de roseta, granular i massiva. La seva duresa a l'escala de Mohs es troba entre 2 i 3.
Segons la classificació de Nickel-Strunz, la shomiokita-(Y) pertany a «05.CC - Carbonats sense anions addicionals, amb H₂O, amb elements de terres rares (REE)» juntament amb els següents minerals: donnayita-(Y), ewaldita, mckelveyita-(Y), weloganita, tengerita-(Y), kimuraïta-(Y), lokkaïta-(Y), calkinsita-(Ce), lantanita-(Ce), lantanita-(La), lantanita-(Nd), adamsita-(Y), decrespignyita-(Y) i galgenbergita-(Ce).

## Formació i jaciments
Es troba en intersticis i com a grans segregacions en feldespat potàssic en pegmatites. També associat amb un complex intrusiu alcalí de gabre-sienita.
Va ser descoberta a la pegmatita de Shomiokitovoe, a la mina Umbozero, al Massís de Lovozero (óblast de Múrmansk, Rússia), on es troba associada a altres minerals com: albita, cancrinita, aegirina, elpidita, natró, natroxalat, kogarkoïta, vil·liaumita, neighborita, trona, sidorenkita, siderita i esfalerita. També ha estat descrita a la pedrera Poudrette, a La Vallée-du-Richelieu RCM (Quebec, Canadà), on es troba associada a microclina, albita, aegirina, analcima, rodocrosita, eudialita, catapleiïta, esfalerita i petersenita-(Ce).